# ほし足
ほし足（ほしあし）は、株価のテクニカル分析において使用される指標。

## 概要
一番単純で普通の描き方は終値のみを線で繋いでいく折れ線グラフであるとめ足に星状の印を付けたもの。